# Charles Colquhoun Ballantyne
Pour les articles homonymes, voir Ballantyne.
Charles Colquhoun Ballantyne C.P. (9 août 1867- 19 octobre 1950 à l'âge de 83 ans) est un homme politique canadien. 

## Biographie
Politicien bien en vue dans la région de Montréal, il est élu député à la Chambre des communes du Canada pour le comté de Saint-Laurent—Saint-Georges lors des  élections fédérales de 1917. Le premier ministre Robert Borden le nommera ministre de la Marine et des Pêcheries dans son cabinet de coalition nationale, poste qu’il conservera jusqu’à la défaite du gouvernement Meighen en 1920. Défait aux élections générales de 1921, il est nommé au Sénat du Canada en 1932 sous recommandation de Richard Bedford Bennett. Il est leader adjoint de l'Opposition au Sénat en 1942 et leader officiel de 1942 à 1945
Il a aussi été un homme d'affaires montréalais très actif et influent. 